# Pat Roach
Francis Patrick "Pat" Roach (Birmingham, Inglaterra, 19 de maio de 1937 – Worcestershire, Inglaterra, 17 de julho de 2004) foi um lutador e ator inglês. Ele foi o único ator com Harrison Ford a aparecer em todos os três primeiros filmes de Indiana Jones.

## Carreira
Antes de Roach começar a atuar, ele era um lutador conhecido. Mesmo depois de sua carreira ter começado como ator, ele continuou a lutar sob o nome de "Bomber" Pat Roach. Ele fez sua estréia atuando como um segurança em Laranja Mecânica (1971). Em seguida, ele interpretou um lutador chamado Toole em Barry Lyndon (1975). Roach teve um sucesso considerável por ser estigmatizado como personagens de apoio, incluindo o papel de Hephaestus em Clash of the Titans (1981), e um bandido senhor da guerra em Red Sonja (1985).
Talvez os mais notáveis foram os seus papéis como General Kael em Willow (1988), e do chefe Celtic em Robin Hood - O Príncipe dos Ladrões (1991).
Na série Indiana Jones, Roach apareceu como vários personagens. Em Raiders of the Lost Ark (1981), Roach era um Sherpa corpulento que luta com Jones em um bar no Nepal e um mecânico alemão brutal que luta com Jones antes de morrer atingido por uma hélice de avião na pista no Egito. Ele teve a oportunidade rara de ser morto duas vezes em um filme. Em Indiana Jones and the Temple of Doom (1984), Roach era um supervisor cruel da escravidão Thug. Roach só apareceu brevemente em Indiana Jones and the Last Crusade (1989) como um oficial da Gestapo.
Roach morreu em julho de 2004, após uma longa luta contra o câncer esofágico.

## Filmografia
- Laranja Mecânica (1971)
- Barry Lyndon (1975)
- Clash of the Titans (1981)
- Raiders of the Lost Ark (1981)
- Never Say Never Again (1983)
- Conan the Destroyer (1984)
- Indiana Jones and the Temple of Doom (1984)
- Red Sonja (1985)
- Willow (1988)
- Indiana Jones and the Last Crusade (1989)
- Robin Hood - O Príncipe dos Ladrões (1991)